# Xinzhai
Xinzhai (chinês: 新砦, pinyin: Xīnzhài) é um sítio arqueológico da Idade do Bronze que foi encontrado em 1979 em Henan, China. Está localizado a cerca de 20 quilômetros a sudeste de Xinmi, Zhengzhou.